# Смерть в экстазе
«Смерть в экстазе» (англ. Death in Ecstasy) — четвертый детективный роман Найо Марш, из серии о старшем инспекторе Скотленд-Ярда Родерике Аллейне. В романе ярко освещается тема различных сект и их обрядов. Издан в 1936 издательством Geoffrey Bles.
Роман примечателен тем, что в нем отсутствует та самая вводная, ознакомляющая часть, которая характерна для произведений Найо Марш. Перед убийством не дано знать ни подозреваемых, ни их мотивы. Храм Священного Пламени, как и улица Ноклэтчерс-роу, на которой он расположен, выдуманы — об этом автор сообщает в предисловии. Там же автор выражает благодарности Робину Пейджу «за его консультацию по поводу цианистого натрия»; Гаю Коттерилу «за придуманный им план Храма»; и Робину Адамсону «за дружескую изобретательность в составлении домашних ядов».

## Сюжет
Роман начинается с хмурого воскресного вечера на исходе декабря, когда на улице хлестал ливень. Члены секты Храма Священного Пламени собирались на проповедь создателя Нового учения — Джаспера Гарнетта. Храм надится на улице Ноклэтчерс-роу, тупиковой улочке, отходящей от Честер-террас недалеко от Грэм-стрит. Найджел Батгейт, журналист, ведущий колонку светской хроники, и некое подобие Ватсона у инспектора Аллейна, смотрел в окно своей квартиры, находящейся на Честер-террас, и впервые заметил вывеску храма. Повинуясь мимолетному порыву, он схватил зонтик и побежал к входу Храма. По установленным там правилам, когда приходил священник, все уже должны были быть в помещении — так как при его появлении начинали бить в колокол, а вход запирался. Когда мистер Батгейт подошел к храма, пробили колокола, и двери были заперты. Однако из-за счастливой случайности группа прихожан вышла за факелом, что висел в нише перед входом, и Батгейт проскользнул внутрь.
Началась проповедь. Во время нее священник наполнил кубок вином и передал одному человеку, что подошел к нему. Подошли еще несколько. Когда первый осушил бокал, то наполнил его вновь и передал второму — и так далее, пока все собравшиеся у проповедника не выпили. После священник вновь забрал кубок и вновь его наполнил и передал Каре Куэйн, что упала на колени. Она вновь выпила вина и умерла — в вине оказался цианистый калий. Аллейн начал расследование.

## Действующие лица
Джаспер Гарнетт, священник в Храме Священного Пламени

### Семь посвященных
Сэмюэль Дж. Огден, церковный староста. Торговец.
Рауль де Равиньи, церковный староста. Дилетант.
Кара Куэйн, Избранный сосуд.
Морис Прингл, жених Джейни Дженкинс.
Джейни Дженкинс, младшая из адептов.
Эрнестина Уэйд, старшая из адептов (вероятно).

### Прочие
Клод Уитли, причетник.
Лайонел Смит, причетник.
Доктор Николас Касбек, свидетель.
Привратник Храма.
Эдит Лора Хебборн, старая няня Кары Куэйн.
Уилсон, горничная Кары Куэйн.
Мистер Раттисбон, адвокат Кары Куэйн.
Элси, домработница мистера Огдена.
Родерик Аллейн, старший инспектор Скотленд-Ярда.
Инспектор Фокс, его помощник.
Сержант Бэйли, его дактилоскопист.
Доктор Кертис, его окружной врач.
Найджел Батгейт, его Ватсон.

## Издания на русском языке
На русском языке роман был впервые издан в переводе В. Соколова в 2015 году в серии «Золотой век английского детектива» издательством АСТ в твердой обложке сборником с другим романом Найо Марш, «Убийство в стиле винтаж» (ISBN 978-5-17-094557-3) и отдельно, но в мягкой обложке в 2016 году в той же серии (ISBN 978-5-17-095492-6)